# Marstalla naturreservat (västra delen)
Marstalla naturreservat är ett naturreservat i Heby kommun i Uppsala län. Det är uppdelat i två reservat, förutom denna västra del av Marstalla naturreservat (östra delen).
Området är naturskyddat sedan 2004 och är 271 hektar stort. Reservatet består barrträd, men också björk och asp samt i norr av sumpskog.